# Zujkowszczyzna
Zujkowszczyzna – część wsi Kamienna Stara położona w Polsce, w województwie podlaskim, w powiecie sokólskim, w gminie Dąbrowa Białostocka.
W latach 1975–1998 miejscowość administracyjnie należała do województwa białostockiego.